# 愛麗斯泉車站

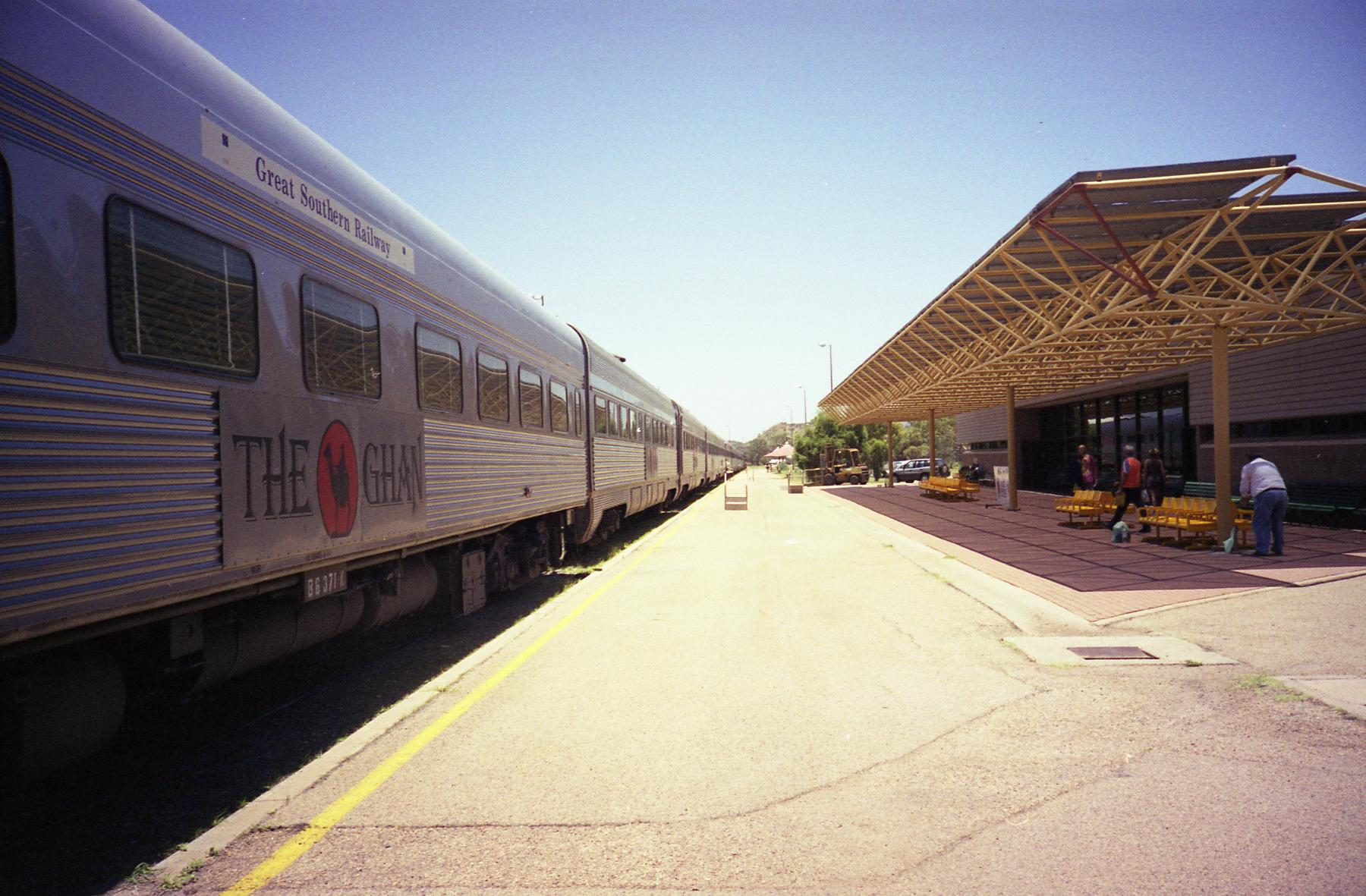
愛麗斯泉車站

愛麗斯泉車站（英語：Alice Spring railway station）位於澳洲北領地愛麗斯泉市，為大南方鐵路公司阿得雷德－達爾文鐵路的鐵路車站。

## 車站構造
- 平面車站，月臺一座。

### 車站月臺
| 側式月臺 |                                                      |
| 汗號列車 | →阿得雷德－達爾文鐵路往達爾文方向（鄧南特溪車站）    |
| 汗號列車 | ←阿得雷德－達爾文鐵路 往阿得雷德方向（庫爾格拉車站） |

## 利用狀況
- 每週雙向各一班汗號列車共四班車停靠本站，但五月至八月間二班。

## 歷史
- 1929年8月6日啟用
- 1980年10月9日啟用今日車站，同時汗號列車開始停靠本站。